# 5049 Шерлок
5049 Шерлок (5049 Sherlock) — астероїд головного поясу, відкритий 2 листопада 1981 року.
Тіссеранів параметр щодо Юпітера — 3,648.
Названо на честь Шерлока Холмса (англ. Sherlock Holmes) — детективного персонажу, головного героя книг англійського письменника Артура Конана Дойла.